# Lista orașelor din Spania
Următoare listă conține cele mai importante orașe din Spania. Capitalele comunitățiilor autonome sunt indicate prin "(CA)".

### Peninsulă
- Badajoz
- Barcelona (CA)
- Bilbao (Bilbo)
- Blanes
- Buñol
- Cáceres
- Cádiz
- Cartagena
- La Coruña (A Coruña)
- Ferrol
- Gijón
- Gerona (Girona)
- Huelva
- Huesca
- León
- Lerida (Lleida)
- Logroño
- Lugo
- Madrid (Capitala țării), 2,8 milioane loc. 1
- Málaga
- Marbella
- Mataró
- Murcia
- Ourense
- Oviedo
- Pamplona
- Pontevedra
- Ronda
- San Sebastián (Donostia)
- Santander
- Santiago de Compostela (CA)
- Sevilla
- Soria
- Valencia
- Vigo
- Tarragona
- Torrevieja
- Zaragoza

### Insulele Baleare
- Palma de Mallorca

### Insulele Canare
- Las Palmas de Gran Canaria
- San Cristóbal de La Laguna (Tenerife)
- Santa Cruz de Tenerife
- Santa Cruz (La Palma)
- Valverde (El Hierro)

### Alte teritorii spaniole
- Ceuta
- Melilla